# Bilan saison par saison du FK Oleksandria
Cette page présente le bilan saison par saison du Futbolnyi klub Oleksandriïa.
Depuis l'indépendance de l'Ukraine, le club évolue trois saisons en première division et ses meilleures performances sont deux treizième place acquises lors des saisons 2001-2002 et 2002-2003. Le club évolue également quinze saisons en deuxième division avec pour meilleure performance un titre de champion en 2011. Le PFCO dispute aussi deux éditions du championnat de troisième division.
Le club évolue en deuxième division lors de la saison 2000-2001. L'équipe réserve du Dynamo Kiev est sacrée championne mais ne peut accéder à la première division du fait de son rang d'équipe réserve. Ainsi la troisième place du championnat obtenue par le PFCO permet au club d'être promu.

## Bilan saison par saison

### FK Oleksandria
| Saison    | Championnat                                                                                              | Championnat                                                                                              | Championnat                                                                                              | Championnat                                                                                              | Championnat                                                                                              | Championnat                                                                                              | Championnat                                                                                              | Championnat                                                                                              | Championnat                                                                                              | Coupe d'Ukraine                                                                                          |
| Saison    | Division                                                                                                 | Pos | J | V | N | D | BP | BC | Pts | Coupe d'Ukraine                                                                                          |
| --------- | --- | --- | --- | --- | --- | --- | --- | --- | --- | --- |
| 1992      | D2 Gr. A                                                                                                 | 3e | 26 | 11 | 8 | 7 | 25 | 27 | 30 | Seizièmes de finale                                                                                      |
| 1992-1993 | D2 | 6e | 42 | 19 | 10 | 13 | 69 | 39 | 48 | Seizièmes de finale                                                                                      |
| 1993-1994 | D2 | 3e | 38 | 22 | 11 | 5 | 62 | 22 | 55 | Seizièmes de finale                                                                                      |
| 1994-1995 | D2 | 8e | 42 | 18 | 8 | 16 | 59 | 37 | 62 | Deuxième tour                                                                                            |
| 1995-1996 | D2 | 4e | 42 | 23 | 7 | 12 | 69 | 37 | 76 | Troisième tour                                                                                           |
| 1996-1997 | D2 | 10e | 46 | 17 | 14 | 15 | 55 | 50 | 65 | Huitièmes de finale                                                                                      |
| 1997-1998 | D2 | 16e | 42 | 15 | 8 | 18 | 51 | 49 | 54 | Quatrième tour                                                                                           |
| 1998-1999 | D2 | 5e | 38 | 15 | 13 | 10 | 47 | 51 | 58 | Deuxième tour                                                                                            |
| 1999-2000 | D2 | 8e | 34 | 13 | 10 | 11 | 34 | 34 | 49 | Seizièmes de finale                                                                                      |
| 2000-2001 | D2 | 3e | 34 | 18 | 9 | 7 | 50 | 22 | 63 | Seizièmes de finale                                                                                      |
| 2001-2002 | D1 | 13e | 26 | 5 | 8 | 13 | 21 | 39 | 23 | Seizièmes de finale                                                                                      |
| 2002-2003 | D1 | 13e | 30 | 7 | 9 | 14 | 26 | 43 | 30 | Seizièmes de finale                                                                                      |
| 2003-2004 | À la suite de problèmes financiers, le club est exclu par la ligue de football professionnel ukrainienne | À la suite de problèmes financiers, le club est exclu par la ligue de football professionnel ukrainienne | À la suite de problèmes financiers, le club est exclu par la ligue de football professionnel ukrainienne | À la suite de problèmes financiers, le club est exclu par la ligue de football professionnel ukrainienne | À la suite de problèmes financiers, le club est exclu par la ligue de football professionnel ukrainienne | À la suite de problèmes financiers, le club est exclu par la ligue de football professionnel ukrainienne | À la suite de problèmes financiers, le club est exclu par la ligue de football professionnel ukrainienne | À la suite de problèmes financiers, le club est exclu par la ligue de football professionnel ukrainienne | À la suite de problèmes financiers, le club est exclu par la ligue de football professionnel ukrainienne | À la suite de problèmes financiers, le club est exclu par la ligue de football professionnel ukrainienne |
| 2004-2005 | D3 Gr. A                                                                                                 | 3e | 26 | 13 | 6 | 7 | 30 | 19 | 45 | Premier tour                                                                                             |
| 2005-2006 | D3 Gr. B                                                                                                 | 2e | 28 | 20 | 5 | 3 | 52 | 14 | 65 | Deuxième tour                                                                                            |
| 2006-2007 | D2 | 12e | 36 | 19 | 4 | 13 | 37 | 27 | 61 | Premier tour                                                                                             |
| 2007-2008 | D2 | 8e | 38 | 14 | 15 | 9 | 41 | 32 | 57 | Seizièmes de finale                                                                                      |
| 2008-2009 | D2 | 3e | 32 | 15 | 9 | 8 | 43 | 31 | 54 | Quarts de finale                                                                                         |
| 2009-2010 | D2 | 5e | 34 | 19 | 6 | 9 | 58 | 34 | 63 | Seizièmes de finale                                                                                      |
| 2010-2011 | D2 | 1re | 34 | 21 | 6 | 7 | 55 | 25 | 69 | Huitièmes de finale                                                                                      |
| 2011-2012 | D1 | 16e | 30 | 4 | 8 | 18 | 24 | 58 | 20 | Seizièmes de finale                                                                                      |
| 2012-2013 | D2 | 3e | 34 | 17 | 9 | 8 | 48 | 35 | 60 | Deuxième tour                                                                                            |
| 2013-2014 | D2 | 2e | 34 | 17 | 9 | 8 | 48 | 35 | 60 | Seizièmes de finale                                                                                      |
| 2014-2015 | D2 | 1er | 34 | 17 | 9 | 8 | 48 | 35 | 60 | Huitièmes de finale                                                                                      |
| 2015-2016 | D1 | 6e | 26 | 10 | 8 | 8 | 30 | 29 | 38 | Demi-finales                                                                                             |
| 2016-2017 | D1 | 5e | 32 | 10 | 10 | 12 | 41 | 43 | 40 | Huitièmes de finale                                                                                      |
| 2017-2018 | D1 | 7e | 32 | 10 | 15 | 7 | 32 | 27 | 45 | Huitièmes de finale                                                                                      |
| 2018-2019 | D1 | 3e | 32 | 14 | 7 | 11 | 39 | 34 | 49 | Seizièmes de finale                                                                                      |
| 2019-2020 | D1 | 5e | 49 | 32 | 14 | 7 | 11 | 49 | 47 | Quarts de finale                                                                                         |
| 2020-2021 | D1 | 9e | 29 | 26 | 8 | 5 | 13 | 33 | 37 | Demi-finales                                                                                             |
| 2021-2022 | D1 | 6e | 26 | 18 | 7 | 5 | 6 | 19 | 16 | Annulée                                                                                                  |
| 2022-2023 | D1 | 6e | 44 | 30 | 10 | 14 | 6 | 42 | 39 | — |

Légende
- Troisième de la compétition
- Promu en division supérieure
- Relégué en division inférieure

### Chakhtar Oleksandriïa
| Saison | Championnat               | Championnat | Championnat | Championnat | Championnat | Championnat | Championnat | Championnat | Championnat | Coupe d'URSS      |
| Saison | Division                  | Pos         | J           | V           | N           | D           | BP          | BC          | Pts         | Coupe d'URSS      |
| ------ | ------------------------- | ----------- | ----------- | ----------- | ----------- | ----------- | ----------- | ----------- | ----------- | ----------------- |
| 1962   | D3 Zone Ukr. III          | 11e         | 24          | 6           | 5           | 13          | 22          | 39          | 17          | 1/128e de finale  |
| 1962   | D3 Play-off 29e-39e place | 31e         | 10          | 4           | 5           | 1           | 12          | 6           | 13          | 1/128e de finale  |
| 1963   | D3 Zone Ukr. I            | 16e         | 38          | 7           | 12          | 19          | 28          | 56          | 26          | 1/256 finale      |
| 1963   | D3 Play-off 31e place     | 31e         | 2           | 1           | 1           | 0           | 3           | 1           | -           | 1/256 finale      |
| 1964   | D3 Zone Ukr. II           | 15e         | 30          | 8           | 5           | 17          | 32          | 42          | 21          | 1/1024e de finale |
| 1964   | D3 Play-off 31e-36e place | 31e         | 10          | 5           | 3           | 2           | 12          | 5           | 13          | 1/1024e de finale |
| 1965   | D3 Zone Ukr. I            | 4e          | 30          | 10          | 14          | 6           | 34          | 20          | 34          | 1/128e de finale  |
| 1965   | D3 Play-off 7e-12e place  | 9e          | 10          | 4           | 2           | 4           | 12          | 9           | 10          | 1/128e de finale  |
| 1966   | D3 Zone Ukr. I            | 8e          | 38          | 12          | 17          | 9           | 30          | 25          | 41          |                   |
| 1966   | D3 Play-off 15e place     | 16e         | 2           | 0           | 0           | 2           | 0           | 3           | -           |                   |
| 1967   | D3 Zone Ukr. I            | 13e         | 40          | 12          | 11          | 17          | 34          | 45          | 35          | 1/2048e de finale |
| 1968   | D3 Zone Ukr. I            | 4e          | 42          | 21          | 10          | 11          | 56          | 39          | 52          |                   |
| 1968   | D3 Play-off 1re-8e place  | 8e          | 7           | 0           | 1           | 6           | 3           | 16          | 1           |                   |
| 1969   | D3 Zone Ukr. I            | 13e         | 40          | 13          | 13          | 14          | 34          | 45          | 39          |                   |
| 1970   | D3 Zone Ukr. I            | 10e         | 26          | 7           | 8           | 11          | 18          | 29          | 22          |                   |
| 1970   | D3 Play-off 15e-27e place | 24e         | 14          | 4           | 4           | 6           | 15          | 17          | 12          |                   |